# ماشینما
ماشینما (به انگلیسی: Machinima) یک شبکه سرگرمی آنلاین چند پلتفرمی آمریکایی متعلق به شرکت وارنر مدیا بود. این شرکت در ژانویه ۲۰۰۰ توسط هیو هنکوک تأسیس شد و دفتر مرکزی آن در لس آنجلس، کالیفرنیا بود.
این مرکز نام خود را از فناوری بازی ویدئویی برای ساخت انیمیشن برگرفته که ماشینما نام دارد و دربارهٔ ماشینما و مطالب مربوط به فیلم و فناوری نیز مقالاتی دارد. در ابتدا این وب سایت برای جلب توجه به ماشینما به عنوان یک هنر و تشویق تولیدات مبتنی بر موتورهای بازی به غیر از موتور بازی لرزش، ساخته شد. با گذشت زمان، تمرکز وب سایت بر برنامه‌های سرگرمی عمومی با محوریت فرهنگ بازی‌های ویدیویی، کتاب‌های کمیک و طرفداران متمرکز شد.
در سال ۲۰۱۶، این شرکت توسط شبکه دیجیتال برادران وارنر خریداری شد. دو سال بعد، برادران وارنر در سال ۲۰۱۸ توسط ای‌تی‌اندتی خریداری شد. در دسامبر آن سال، ماشینما دوباره در اوتر مدیا سازماندهی شد و سرانجام در زیرمجموعه شرکت شبکه چند کانالی فول‌اسکرین قرار گرفت. در ژانویه ۲۰۱۹، ماشینما به‌طور ناگهانی کانال‌های یوتیوب خود را خاتمه داد و تمام فیلم‌های آن به حالت خصوصی درآمد. در فوریه ۲۰۱۹، ماشینما رسماً فعالیت خود را متوقف کرد.